# Luka Mesec

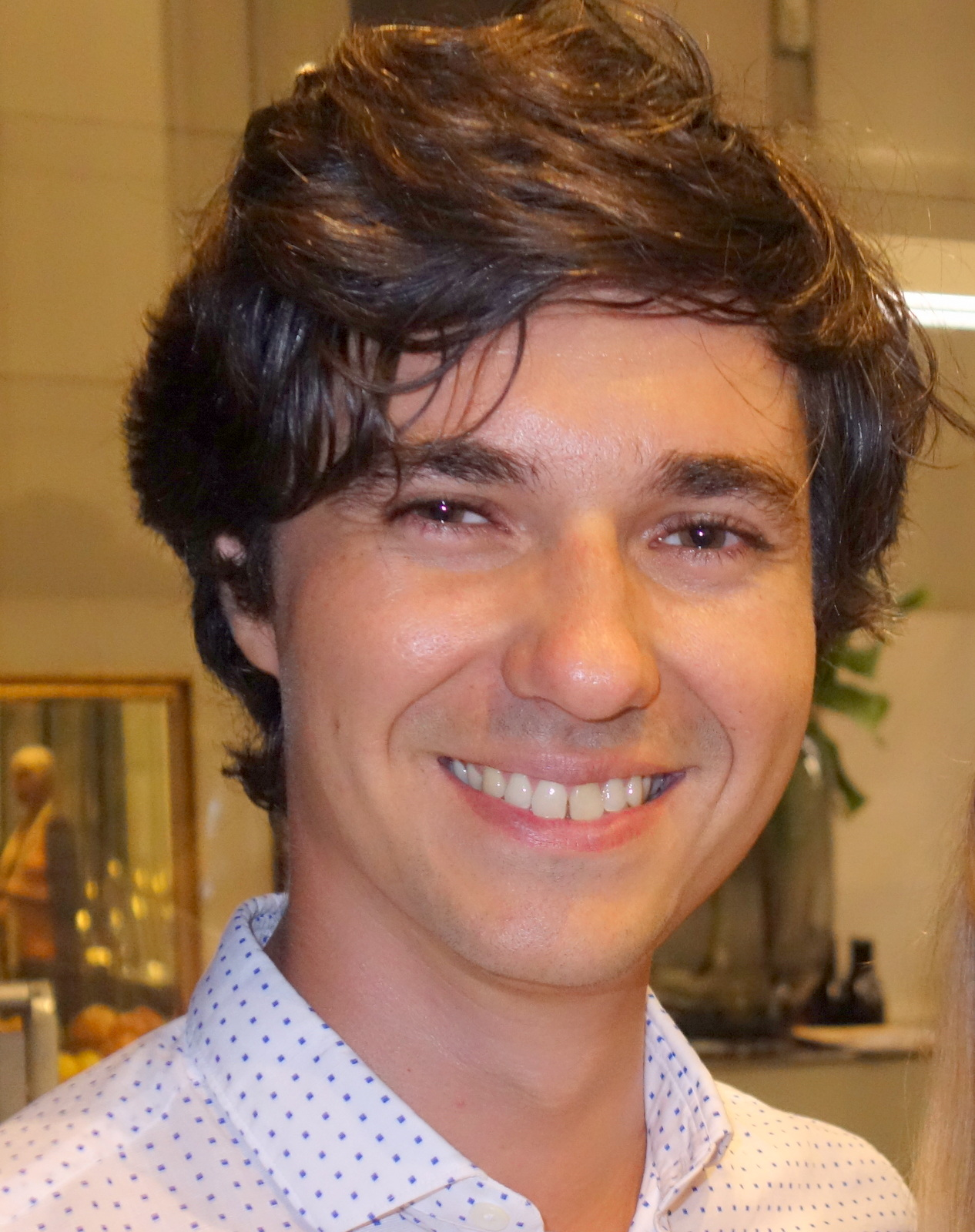
Luka Mesec (2018)

Luka Mesec (* 1. Juli 1987 in Kranj) ist ein slowenischer Politiker (Levica). Er ist seit 2022 Minister für Arbeit, Familie, soziale Angelegenheiten und Chancengleichheit. Darüber hinaus ist er stellvertretender Ministerpräsident Sloweniens.

## Politische Karriere

### Anfänge
Sein politisches Engagement begann Mesec bereits als Student im Rahmen der Finanzkrise 2008. 2014 gehörte er zu den Gründern des Linksbündnisses Združena levica, für das er bei den Wahlen 2014 ins slowenische Parlament einzog. Als das Bündnis 2017 in die Partei Levica überging, wurde Mesec zu deren Vorsitzendem.

### Regierungsarbeit
Bei der Parlamentswahl 2022 erhielt seine Partei 4,4 % der Stimmen und kam somit nur knapp über die 4 %-Hürde. Dennoch wurde sie anschließend Teil einer Regierungskoalition mit Sozialdemokraten und der Wahlsiegerin Gibanje Svoboda, die seitdem mit Robert Golob den Ministerpräsidenten stellt. Luka Mesec wurde neben Tanja Fanon stellvertretender Ministerpräsident und außerdem Minister für Arbeit, Familie, soziale Angelegenheiten und Chancengleichheit. Der ursprüngliche Plan, extra für Mesec ein „Ministerium für solidarische Zukunft“ zu schaffen, wurde nicht umgesetzt. Stattdessen wurde Mesec' Ministerium um die Bereiche Wohnen, Pflege und Wirtschaftsdemokratie erweitert, die im künftigen Solidaritätsministerium angesiedelt werden sollten.

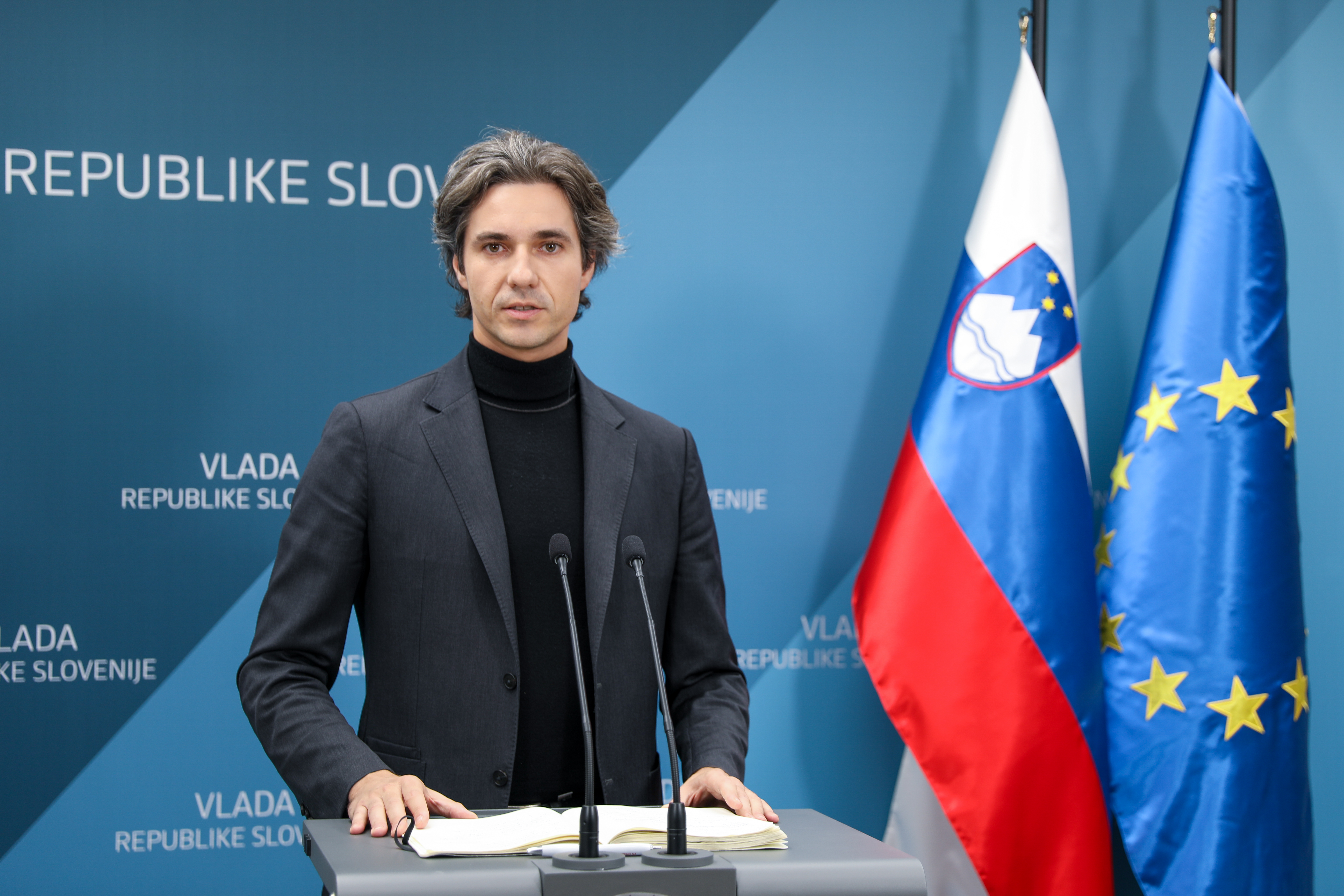
Luka Mesec (2023)

Mesec zeigte sich in der Vergangenheit mehrfach zufrieden mit der Arbeit der Regierung. Diese habe ein von der Vorgängerregierung verabschiedetes Waffengeschäft über 400 Millionen Euro rückgängig gemacht und den Stacheldrahtzaun an der Grenze zu Kroatien entfernt. Außerdem habe Levica dazu beigetragen, dass Bildung für alle Menschen erschwinglicher sei und dass der Staat eine öffentliche Wohnungsbaupolitik gestartet habe. Sein Ziel sei es, „sozialistische Ideen in das gegenwärtige liberale Europa einzubetten“.